# Чубаров Анатолій Петрович
Анатолій Петрович Чубаров (9 липня 1922, місто Кузнецьк, тепер Пензенської області, Російська Федерація — 8 березня 2006, місто Москва, Російська Федерація) — радянський державний діяч, 2-й секретар ЦК КП Киргизії, заступник міністра сільського господарства СРСР. Член Бюро ЦК КП Киргизії в 1962—1971 роках. Кандидат у члени ЦК КПРС у 1966—1971 роках. Депутат Верховної Ради СРСР 7—8-го скликань.

## Життєпис
З 1937 року — студент будівельного технікуму.
У 1940—1946 роках — у Червоній армії, учасник німецько-радянської війни. З 1940 по 1942 рік був курсантом Чкаловської школи пілотів (військово-авіаційного училища). Служив льотчиком, льотчиком старшим 686-го штурмового авіаційного полку 289-ї штурмової авіаційної дивізії 7-го штурмового авіаційного корпусу.
Член ВКП(б) з 1943 року.
У 1952 році закінчив Киргизький сільськогосподарський інститут.
У 1952—1955 роках — головний агроном, директор Краснорєченської машинно-тракторної станції Фрунзенської області Киргизької РСР.
У 1955—1957 роках — головний інспектор Міністерства сільського господарства Киргизької РСР.
У 1957—1960 роках — заступник завідувача, в 1960—1962 роках — завідувач сільськогосподарського відділу ЦК КП Киргизії.
У лютому 1962 — січні 1963 року — 2-й секретар Ошського обласного комітету КП Киргизії.
22 грудня 1962 — 11 січня 1966 року — секретар ЦК КП Киргизії. Одночасно 22 грудня 1962 — 27 листопада 1964 року — голова Бюро ЦК КП Киргизії із керівництва сільськогосподарським виробництвом.
11 січня 1966 — 3 березня 1971 року — 2-й секретар ЦК КП Киргизії.
У 1971—1985 роках — заступник міністра сільського господарства СРСР.
З 1985 року — персональний пенсіонер союзного значення в Москві. 
Помер 8 березня 2006 року в Москві. Похований на Троєкуровському цвинтарі Москви.

## Нагороди
- орден Леніна
- два ордени Червоного Прапора (24.12.1943, 23.03.1945)
- два ордени Вітчизняної війни І ст. (11.09.1943, 6.11.1985)
- два ордени Трудового Червоного Прапора
- два ордени «Знак Пошани»
- медаль «За оборону Сталінграда» (22.12.1942)
- медалі